# سفارة فرنسا في تشيلي
سفارة فرنسا في تشيلي هي أرفع تمثيل دبلوماسي لدولة فرنسا لدى تشيلي. تقع السفارة في سانتياغو وهي تهدف لتعزيز المصالح الفرنسية في تشيلي.

## وصلات خارجية
- الموقع الرسمي
- قائمة سفارات فرنسا
- قائمة السفارات في تشيلي